# 小峰窯
小峰窯（こみねがま）とは、栃木県芳賀郡益子町にある益子焼陶器製造会社：窯元である。
過去には「合資会社 益子製陶所」や「小峰窯元センター」と称していた。
現在の代表取締役社長は小峰一浩。
益子町で轆轤や手びねりや絵付けも体験出来る陶芸教室がある代表的な窯元として有名である。

## 沿革

### 初代・小峰守夫
小峰窯初代である小峰守夫は、1920年（大正9年）4月28日、栃木県那須郡烏山町（現・那須烏山市）に生まれる。
1941年（昭和16年）3月、中央大学法学部を卒業後、戦時中に徴兵された時にはインパール作戦に歩兵として4年もの間従軍していたという。
1946年（昭和21年）8月に益子町の窯元を買い取り「合資会社 益子製陶所」を設立。陶器製造会社の経営を始めた。
そして「益子製陶所」は製陶工場の他、駐車場を完備した民芸店や食堂や休憩所、そして陶芸教室も運営していった。そして食堂の蕎麦の味は定評があったという。
守夫は主に職人たちが素焼きした陶器に絵付けを施す陶画工に勤しんでいた。図柄に手近な野草や四季の花々を用いて、陶器の素地を絵柄に沿って削り、陶土の代わりに釉薬を埋め込む「釉薬象嵌」の手法で描画していた。
また守夫は剣道を嗜み、剣道教士7段を持ち、栃木県体育協会副会長の公職を務め、「益子剣友会」会長として、窯業の傍ら青年たちへの育成指導にも当たっていた。
守夫は自分の作陶作品には「剣道と陶器の男」の意味を持つ「剣陶夫」と署名していた。

### 2代目・小峰豊
小峰窯2代目である小峰豊は、1948年（昭和23年）1月27日、栃木県芳賀郡益子町に生まれる。
栃木県立真岡高等学校を卒業し、成城大学経済学部を卒業した後、「栃木県窯業指導所」（現・「栃木県産業技術支援センター 窯業技術支援センター」）に入所し修了後、小峰窯に入社した。
本社が手狭になったため、益子町道祖土の現在の小峰窯の敷地内に小峰窯の新館となる「小峰窯元センター」を設立。工場を少しずつ移転させながら、大食堂や販売店も完備させ、1994年（平成6年）に新館でも陶芸教室を開くようになり、手回し轆轤や電動轆轤を数多く完備し、観光バスによる体験ツアー団体観光客も受け入れていた。
初代・守夫と同様に、受注生産、製造直売をしながら、大食堂も営業し、そして陶芸教室として、小峰窯を運営していった。

### 3代目・小峰一浩
小峰窯3代目となる小峰一浩は、1977年（昭和52年）、栃木県芳賀郡益子町に生まれる。
祖父から続く「小峰窯」の子として生まれ、幼い頃から粘土いじりで遊びながら育った。
両親からは「小峰窯」を継ぐように強制されることはなかった。それでも高校生の時には跡を継ぐ意思を決め、1996年（平成8年）に栃木県立真岡高等学校を卒業し、1998年（平成10年）に西武文理情報短期大学を卒業、1999年（平成11年）に「栃木県窯業指導所」（現在の「栃木県産業技術センター 窯業技術支援センター」）伝習生を修了した後、
同年、小峰窯に入社、20歳過ぎには「小峰窯」3代目となった。そして小峰窯で作陶の仕事の傍ら、小峰窯の陶芸教室の講師も務めていた。
「伝統工芸士」という制度や名称は聞いていたが、自分には「陶芸家」同様、縁の無い肩書きだと思っていた。そんなある時、知り合いから伝統工芸士の受験を勧められた。
自分は陶芸家ではないという負い目はあったが、子どもたちに益子焼の歴史や作り方を教えるうちに「伝えること」の面白さを感じており、「伝統工芸士は伝統工芸の技法を後世に伝えていく仕事」であり「自分もそういう立場にある」と思い直し、伝統工芸士になることを決めた。
2014年（平成26年）3月26日、試験に合格した5名の中でも最年少で、大塚信夫（象嵌てん）、大塚一弘（清窯）、大塚雅淑（健一窯）、萩原芳典（萩原製陶所）と共に、国から「益子焼伝統工芸士」に認定された。一浩は「年も若く経験も浅いが、先輩方の胸を借りながら頑張りたい」と決意を述べた。後に栃木県の「益子焼伝統工芸士」にも認定された。
こうして一浩は当時合わせて14人いた益子焼伝統工芸士の中でも異色の、製陶業者であるのと同時に、観光客や子どもたちに陶芸指導を行う「益子焼伝統工芸士の陶芸インストラクター」となった。
そして益子焼の伝統的な5種類の釉薬の他に、陶芸教室の客からの要望に応え独自の釉薬を開発、小峰窯の陶芸教室の作品完成用に15種類の釉薬が選べるようにした。
現在小峰窯は、轆轤や手びねりや絵付けなどの益子焼の陶芸を体験出来る、益子町の代表的な陶芸教室として、親子連れなどの多くの参加者で賑わっている。

## セレクトショップ「nagi」
上述の通り、小峰窯では時代に合わせた窯元運営を試みている。
2021年（令和3年）4月、従来あった小峰窯の陶器販売スペースを大幅に改装し、小峰窯で作陶されたオリジナルの陶器や益子近隣で作陶された陶器だけではなく、様々な雑貨も取り扱うセレクトショップ「nagi」を併設開店した。

### 取り扱い作家
- 大塚菜緒子：健一窯[36][37][35]
- okazoo[38][39][40][35][32][14][2][41]
- gramme.[42]｜齋藤奈月[42][43][44][35][32][14]
- 郡司製陶所[45][46][35][47]
- gemrich ceramic studio[48][49]｜アンドリュー・ゲムリッチ[35][50]／前田加代子[35][51]
- 関太一郎[52][53][35][54]
- 立原亜紀子[55][35]
- 南雲英則：吉兵衛窯[56][57][35][58]
- はなクラフト[59][60][35][32][61]
- 東峰未央[62][38][35][32][14][2][63]
- 村田亜希[64][65][35][22][32][66][67][14][2][68]

### セレクトショップ「nagi」
- nagi (@nagi.mashiko) - Instagram
- 地図 - Google マップ  - nagi

座標: 北緯36度28分01.8秒 東経140度06分49.3秒 / 北緯36.467167度 東経140.113694度